# メキシコ領テキサス

メキシコ領テキサス(Mexican Texas)とは、1821年から1836年の間、テキサスがメキシコの州、コアウイラ・イ・テハス州の一部であった時代を指す、テキサスの歴史分類上の用語である。
この時代は1821年に終結したメキシコ独立戦争に始まり、1836年のテキサス独立宣言で終わる。

## 歴史
1810年のメキシコ独立戦争の開始以前、テキサスはスペイン（エスパーニャ）領のヌエバ・エスパーニャの一部だった。この時代、リオグランデ川流域と南テキサスは、元のメキシコ人と特にアングロ系の々による、メキシコの独裁的な中央集権政府にする独立運動の歴史を持つ。北部と東部は、まだほとんどがネイティブ・アメリカンの手中にあり、彼らの一部はメキシコの支配に敵意を持っていた。
ルイジアナ買収とアメリカ合衆国のニューオーリンズの征服の後、合衆国からのアングロ系開拓者たちは西のメキシコ領に移動し、スペインからの払い下げ地に住んだ。彼らの一部には活発なフィリバスターもいて、最終的にはアメリカとの合併を目論んでいた。多くはアフリカ人奴隷も一緒に連れてきて、メキシコに移住してからも奴隷を購入した。これらの初期の開拓者たちは大部分がプロテスタントでマニフェスト・デスティニーを持ち込んだため、カトリックのメキシコ政府とは関係がよくなかった。
1820年代、メキシコは、地域に人口を増やして安定させる手段として、追加の移住者を募りスペインの払い下げ地を再認可する、スティーブン・オースティンとの合意に達した。アングロ系の数百の家族がテキサスに移住した。アメリカ合衆国での不況も手伝い、ただで土地が貰えるというテキサスの評判が広がると、さらに何千ものアングロ系移住者が押し寄せた。1829年にメキシコが奴隷制を撤廃して、中央集権的な政治力を振るうようになると、テキサスの住民はメキシコの統治の締め付けに不満を持ち、それはテキサス革命に通じた。
メキシコの独裁政治は、テキサスだけではなくメキシコ各州の反乱と独立運動を招いた。ユカタン州によるユカタン共和国や、コアウイラ州、ヌエボ・レオン州、タマウリパス州とテキサスの一部によるリオグランデ共和国もそのひとつである。しかしメキシコから分離独立することに成功したのはテキサス共和国のみであった。